# Corsin
Corsin ist ein männlicher Vorname aus dem rätoromanischen Sprachraum.

## Namensträger
- Corsin Casutt (* 1984), Schweizer Eishockeyspieler
- Corsin Fontana (* 1944), Schweizer Künstler
- Corsin Simeon (* 1986), Schweizer Snowboarder